# RbAM Tritão (R-21)
| RbAM Tritão (R-21)  | |
| Marinha do Brasil   | |
| Estaleiro           | Estaleiro da Amazônia (ESTANAVE) |
| Batimento de quilha | 7 de fevereiro de 1977 |
| Lançamento          | 6 de setembro de 1977 |
| Incorporação        | 19 de fevereiro de 1987 |
| Situação            | em operação |
| Deslocamento        | 819 ton (padrão), 1.680 ton (plena carga) |
| Comprimento         | 53,5 m |
| Calado              | 3,4 m |
| Boca                | 11,6 m |
| Propulsão           | 2 motores diesel Villares-Burmeister & Wain Alpha com potência de 2.480 bhp, acoplados a 2 eixos com hélices de passo fixo. Equipado com Bow-Thruster, acoplado a um motor MWM gerando 200 bhp |
| Velocidade          | 13 nós (máxima) |
| Raio de ação        | 45 dias de autonomia, 11.880 milhas à 10 nós. |
| Armamento           | 2 metralhadoras Oerlikon 20 mm |
| Tripulação          | 44 homens (6 oficiais e 38 praças) |
| Classe              | Triunfo |
|                     | |

O RbAM Tritão (R-21) é um rebocador de alto mar (RbAM) da Marinha do Brasil.

## História
O seu projeto iniciou-se em meados de 1984, quando a Estaleiro da Amazônia (ESTANAVE), em Manaus, ofereceu para venda os cascos 141, 145 e 150, oriundos de uma encomenda feita pela Petrobras. Após estudos de viabilidade de conversão dos mesmos em rebocadores de alto mar, e estabelecidos os requisitos operacionais pelo Estado-Maior da Armada, em 27 de maio de 1985 a Marinha assinou contrato com o Estaleiro da Amazônia para a conversão dos três.
Nasciam assim os três RbAM da nova Classe Triunfo, para substituir as embarcações da antiga Classe Tritão, em operação desde a década de 1940, como fruto da visão empreendedora do então Ministro da Marinha Almirante-de-Esquadra Henrique Sabóia, que em sua gestão buscou a continuidade do Programa de Reaparelhamento da Marinha por meio da construção de embarcações de guerra no país, com o propósito de incentivar a construção naval.
O Tritão efetuou a sua mostra de armamento em 19 de fevereiro de 1987, sendo incorporado ao Grupamento Naval do Sul em 9 de julho do mesmo ano que é subordinado ao 5º Distrito Naval da Marinha do Brasil.

## Origem do nome
É o segundo navio da armada brasileira a utilizar esse nome, uma homenagem a Tritão, filho de Posídon e de Anfitrite, deus grego dos abismos oceânicos que ajudou Jasão e os seus argonautas a recuperar o velo de ouro. É apelidado carinhosamente pela tripulação de "Viking dos Mares".